# Nóvita (kommun)
Nóvita är en kommun i Colombia.   Den ligger i departementet Chocó, i den västra delen av landet, 280 km väster om huvudstaden Bogotá. Antalet invånare är 7 867.